# سیاهی غلاف کاکائو
سیاهی غلاف کاکائو (نام علمی: Phytophthora megakarya) نام یک گونه از سرده گیاه‌کش است.